# Лісова Буча (зупинний пункт)
Лісова́ Бу́ча — пасажирський зупинний пункт Коростенського напрямку Київської дирекції залізничних перевезень Південно-Західної залізниці. Розташований на території міста Буча, місцевість Лісова Буча, розміщується між станціями Ірпінь (відстань — 3 км) та Буча (відстань — 1 км).
Зупинний пункт виник у 1910-х роках між дачними селищами Ірпінь та Буча, відмічений на карті Південно-Західної залізниці 1919 року під назвою Пас. платф. (27,56). У першій половині 1920-х років мала назву Бучанка. Сучасна назва — з 1926 року, також зазначена на карті 1932 року. На карті генштабу РСЧА 1937 року позначена як платформа Бучанка.
Відстань до станції Київ-Пасажирський — 29,3 км.

## Особливості зупинної платформи
Розташована на кривій ділянці залізничної колії.